# Super Rugby 2014
Die Saison 2014 war die vierte Ausgabe von Super Rugby, einem Rugby-Union-Wettbewerb mit 15 Franchise-Mannschaften aus Australien, Neuseeland und Südafrika. Die Saison begann am 15. Februar 2014 und endete mit dem Finale am 2. August 2014. Es wurden insgesamt 125 Spiele ausgetragen. Die 15 Teams waren in drei Conferences eingeteilt, die den drei Ländern entsprechen.
Die New South Wales Waratahs aus Sydney (Australien) gewannen den Titel zum ersten Mal, nachdem sie sich im Finale mit 33:32 gegen die Crusaders aus Christchurch (Neuseeland) durchgesetzt hatten. Innerhalb der südafrikanischen Conference ersetzen die Lions aus Johannesburg die Southern Kings aus Port Elizabeth. 

## Modus
Jedes Team spielte in der regulären Saison nach folgendem Muster:
- Innerhalb der Conference: Jedes Team absolvierte je zwei Spiele gegen die vier anderen Teams in seiner Conference (ein Heim- und Auswärtsspiel).
- Übrige Conferences: Jedes Team absolvierte Heimspiele gegen vier Vertreter aus den übrigen Conferences sowie Auswärtsspiele gegen vier andere Vertreter (dadurch fehlte eine Begegnung mit je einem Vertreter aus den Conferences).

Die bestplatzierten Teams der drei Conferences sowie die drei nächstklassierten Teams in der Gesamttabelle (Wildcard) zogen in die Play-offs ein. Die zwei besseren Conference-Sieger erhielten für das Viertelfinale ein Freilos. In diesem traf der dritte Conference-Sieger auf das drittplatzierte Wildcard-Team, während das bestplatzierte Wildcard-Team auf das zweitplatzierte traf. Es folgten Halbfinale und Finale, wobei das Heimrecht aufgrund der höheren Platzierung in der Gesamttabelle ermittelt wurde.

## Ergebnisse

### Australische Conference
|     | Team     | Spiele | Siege | Unent. | Ndlg. | Spiel- punkte | Diff. | Bonus- punkte | Tabellen- punkte |
| --- | -------- | ------ | ----- | ------ | ----- | ------------- | ----- | ------------- | ---------------- |
| 01. | Waratahs | 16     | 12    | 0      | 4     | 481:272       | + 209 | 10            | 58               |
| 02. | Brumbies | 16     | 10    | 0      | 6     | 412:378       | + 34  | 5             | 45               |
| 03. | Force    | 16     | 9     | 0      | 7     | 343:393       | − 50  | 4             | 40               |
| 04. | Reds     | 16     | 5     | 0      | 11    | 374:593       | − 119 | 8             | 28               |
| 05. | Rebels   | 16     | 4     | 0      | 12    | 303:460       | − 157 | 5             | 21               |

### Neuseeländische Conference
|     | Team        | Spiele | Siege | Unent. | Ndlg. | Spiel- punkte | Diff. | Bonus- punkte | Tabellen- punkte |
| --- | ----------- | ------ | ----- | ------ | ----- | ------------- | ----- | ------------- | ---------------- |
| 01. | Crusaders   | 16     | 11    | 0      | 5     | 445:322       | + 123 | 7             | 51               |
| 02. | Chiefs      | 16     | 8     | 2      | 6     | 384:378       | + 6   | 8             | 44               |
| 03. | Highlanders | 16     | 8     | 0      | 8     | 401:442       | − 41  | 10            | 42               |
| 04. | Hurricanes  | 16     | 8     | 0      | 8     | 439:374       | + 65  | 9             | 41               |
| 05. | Blues       | 16     | 7     | 0      | 9     | 419:395       | + 24  | 9             | 37               |

### Südafrikanische Conference
|     | Team     | Spiele | Siege | Unent. | Ndlg. | Spiel- punkte | Diff. | Bonus- punkte | Tabellen- punkte |
| --- | -------- | ------ | ----- | ------ | ----- | ------------- | ----- | ------------- | ---------------- |
| 01. | Sharks   | 16     | 11    | 0      | 5     | 406:293       | + 113 | 6             | 50               |
| 02. | Bulls    | 16     | 7     | 1      | 8     | 365:335       | + 30  | 8             | 38               |
| 03. | Stormers | 16     | 7     | 0      | 9     | 367:413       | − 46  | 3             | 31               |
| 04. | Lions    | 16     | 7     | 0      | 9     | 367:413       | − 46  | 3             | 31               |
| 05. | Cheetahs | 16     | 4     | 1      | 11    | 372:527       | − 155 | 6             | 24               |

### Gesamttabelle
|     | Team        | Spiele | Siege | Unent. | Ndlg. | Spiel- punkte | Diff. | Bonus- punkte | Tabellen- punkte |
| --- | ----------- | ------ | ----- | ------ | ----- | ------------- | ----- | ------------- | ---------------- |
| 01. | Waratahs    | 16     | 12    | 0      | 4     | 481:272       | + 209 | 10            | 58               |
| 02. | Crusaders   | 16     | 11    | 0      | 5     | 445:322       | + 123 | 7             | 51               |
| 03. | Sharks      | 16     | 11    | 0      | 5     | 406:293       | + 113 | 6             | 50               |
| 04. | Brumbies    | 16     | 10    | 0      | 6     | 412:378       | + 34  | 5             | 45               |
| 05. | Chiefs      | 16     | 8     | 2      | 6     | 384:378       | + 6   | 8             | 44               |
| 06. | Highlanders | 16     | 8     | 0      | 8     | 401:442       | − 41  | 10            | 42               |
| 07. | Hurricanes  | 16     | 8     | 0      | 8     | 439:374       | + 65  | 9             | 41               |
| 08. | Force       | 16     | 9     | 0      | 7     | 343:393       | − 50  | 4             | 40               |
| 09. | Bulls       | 16     | 7     | 1      | 8     | 365:335       | + 30  | 8             | 38               |
| 10. | Blues       | 16     | 7     | 0      | 9     | 419:395       | + 24  | 9             | 37               |
| 11. | Stormers    | 16     | 7     | 0      | 9     | 290:326       | − 36  | 4             | 32               |
| 12. | Lions       | 16     | 7     | 0      | 9     | 367:413       | − 46  | 3             | 31               |
| 13. | Reds        | 16     | 5     | 0      | 11    | 374:493       | − 119 | 8             | 28               |
| 14. | Cheetahs    | 16     | 4     | 1      | 11    | 372:527       | − 155 | 6             | 24               |
| 15. | Rebels      | 16     | 4     | 0      | 12    | 303:460       | − 157 | 5             | 21               |

Die Punkte werden wie folgt verteilt:
- 4 Punkte bei einem Sieg
- 2 Punkte bei einem Unentschieden
- 0 Punkte bei einer Niederlage (vor möglichen Bonuspunkten)
- 1 Bonuspunkt für vier oder mehr Versuche, unabhängig vom Endstand
- 1 Bonuspunkt bei einer Niederlage mit weniger als sieben Punkten Unterschied
- Jedes Teams hat zwei Freilose und erhält dafür je vier Punkte gutgeschrieben

## Finalrunde

### Viertelfinale
| 19. Juli 2014 19:40 AEST | Brumbies | 32 : 30         | Chiefs | Canberra Stadium, Canberra Schiedsrichter: Craig Joubert (Südafrika) |
| 19. Juli 2014 19:40 AEST | Versuche: White 6. erh. Coleman 10. erh. Mogg 21. n.erh. Butler 61. erh. Erhöhungen: Lealiʻifano (3/4) Straftritte: Lealiifano (2/4) 29., 45. | (22:10) Bericht | Versuche: Aki 35. erh. Kerr-Barlow 50. erh. Nanai-Williams 55. n.erh. Anscombe 77. n.erh. Erhöhungen: Cruden (2/4) Straftritte: Cruden (2/2) 3., 42. | Canberra Stadium, Canberra Schiedsrichter: Craig Joubert (Südafrika) |

| 19. Juli 2014 17:05 SAST | Sharks | 31 : 27         | Highlanders | Kings Park Stadium, Durban Schiedsrichter: Steve Walsh (Australien) |
| 19. Juli 2014 17:05 SAST | Versuche: Coetzee 13. erh. du Plessis 52. erh. Chavhanga 55. n.erh. Erhöhungen: Steyn (2/3) Straftritte: Steyn (4/5) 2., 29., 73., 80. | (13:17) Bericht | Versuche: Fekitoa 31. erh. Hames 40. erh. Burleigh 62. erh. Erhöhungen: Sopoaga (3/3) Straftritte: Sopoaga (2/2) 25., 48. | Kings Park Stadium, Durban Schiedsrichter: Steve Walsh (Australien) |

### Halbfinale
| 26. Juli 2014 19:35 NZST | Crusaders | 38 : 6         | Sharks                             | Rugby League Park, Christchurch Schiedsrichter: Glen Jackson (Neuseeland) |
| 26. Juli 2014 19:35 NZST | Versuche: Read 17. erh. Nadolo 49. n.erh. Heinz 65. erh. McNicholl 70. n.erh. Todd 78. n.erh. Erhöhungen: Carter (2/5) Straftritte: Carter (3/4) 3., 28., 31. | (16:6) Bericht | Straftritte: Lambie (2/4) 22., 35. | Rugby League Park, Christchurch Schiedsrichter: Glen Jackson (Neuseeland) |

| 26. Juli 2014 19:40 AEST | Waratahs | 26 : 8         | Brumbies                                                        | Allianz Stadium, Sydney Zuschauer: 38.800 Schiedsrichter: Jaco Peyper (Südafrika) |
| 26. Juli 2014 19:40 AEST | Versuche: Alofa 3. n.erh. Beale 47. n.erh. Foley 76. erh. Erhöhungen: Foley (1/3) Straftritte: Foley (3/3) 22., 40., 73. | (11:8) Bericht | Versuche: Speight 31. n.erh. Straftritte: Lealiʻifano (1/2) 39. | Allianz Stadium, Sydney Zuschauer: 38.800 Schiedsrichter: Jaco Peyper (Südafrika) |

### Finale
| 2. August 2014 19:40 AEST | Waratahs | 33 : 32         | Crusaders | ANZ Stadium, Sydney Zuschauer: 61.823 Schiedsrichter: Craig Joubert (Südafrika) |
| 2. August 2014 19:40 AEST | Versuche: Ashley-Cooper 5. n.erh., 63. erh. Erhöhungen: Foley (1/2) Straftritte: Foley (7/8) 3., 11., 15., 22., 38., 54., 80. | (20:13) Bericht | Versuche: Todd 18. erh. Nadolo 43. erh. Erhöhungen: Carter (1/1) Slade (1/1) Straftritte: Slade (6/6) 26., 36., 49., 57., 68., 76. | ANZ Stadium, Sydney Zuschauer: 61.823 Schiedsrichter: Craig Joubert (Südafrika) |

| 15                 | Israel Folau       |             |
| 14                 | Alofa Alofa        | 74.         |
| 13                 | Adam Ashley-Cooper |             |
| 12                 | Kurtley Beale      |             |
| 11                 | Rob Horne          |             |
| 10                 | Bernard Foley      |             |
| 09                 | Nick Phipps        | 75.         |
| 08                 | Wycliff Palu       | 19. bis 26. |
| 07                 | Michael Hooper     |             |
| 06                 | Stephen Hoiles     | 64.         |
| 05                 | Jacques Potgieter  | 49.         |
| 04                 | Kane Douglas       |             |
| 03                 | Sekope Kepu        | 65.         |
| 02                 | Tatafu Polota-Nau  | 42.         |
| 01                 | Benn Robinson      |             |
| Auswechselspieler: |                    |             |
| 16                 | Tolu Latu          | 42.         |
| 17                 | Jeremy Tilse       |             |
| 18                 | Paddy Ryan         | 65.         |
| 19                 | Will Skelton       | 19. 26. 49. |
| 20                 | Mitchell Chapman   | 64.         |
| 21                 | Pat McCutcheon     |             |
| 22                 | Brendan McKibbin   | 75.         |
| 23                 | Peter Betham       | 74.         |

| 15                 | Israel Dagg      |                 |
| 14                 | Kieron Fonotia   | 63.             |
| 13                 | Ryan Crotty      | 56. 67. bis 71. |
| 12                 | Daniel Carter    | 30.             |
| 11                 | Nemani Nadolo    |                 |
| 10                 | Colin Slade      |                 |
| 09                 | Andrew Ellis     | 71.             |
| 08                 | Kieran Read      |                 |
| 07                 | Matt Todd        |                 |
| 06                 | Richie McCaw     |                 |
| 05                 | Sam Whitelock    |                 |
| 04                 | Dominic Bird     | 63.             |
| 03                 | Owen Franks      |                 |
| 02                 | Corey Flynn      | 63.             |
| 01                 | Wyatt Crockett   |                 |
| Auswechselspieler: |                  |                 |
| 16                 | Ben Funnell      | 63.             |
| 17                 | Joe Moody        | 56. 63.         |
| 18                 | Nepo Laulala     | 63.             |
| 19                 | Jimmy Tupou      | 63.             |
| 20                 | Jordan Taufua    |                 |
| 21                 | Willi Heinz      | 67.             |
| 22                 | Tom Taylor       | 30.             |
| 23                 | Johnny McNicholl | 63.             |

## Statistik
Quelle: SARU

### Meiste erzielte Versuche
| Rang | Spieler        | Mannschaft | Versuche |
| ---- | -------------- | ---------- | -------- |
| 1.   | Israel Folau   | Waratahs   | 12       |
| 1.   | Nemani Nadolo  | Crusaders  | 12       |
| 3.   | Kurtley Beale  | Waratahs   | 8        |
| 3.   | Jesse Mogg     | Brumbies   | 8        |
| 3.   | Robbie Coleman | Brumbies   | 8        |

### Meiste erzielte Punkte
| Rang | Spieler         | Mannschaft  | Punkte |
| ---- | --------------- | ----------- | ------ |
| 1.   | Bernard Foley   | Waratahs    | 252    |
| 2.   | Beauden Barrett | Hurricanes  | 209    |
| 3.   | Colin Slade     | Crusaders   | 198    |
| 4.   | Marnitz Boshoff | Lions       | 189    |
| 5.   | Lima Sopoaga    | Highlanders | 178    |